# Миколай Фірлей (воєвода люблінський)

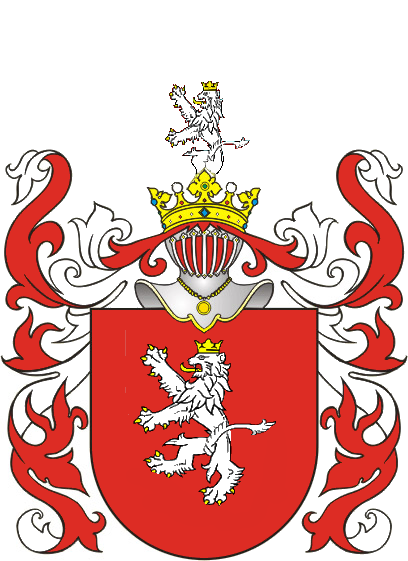
Герб «Леварт»

Миколай Фірлей гербу Леварт (пол. Mikołaj Firlej; бл. 1531–1588) — польський шляхтич, урядник Королівства Польського. Очільник малопольських протестантів.

## Життєпис
Народився близько 1531 року. Син руського воєводи Пйотра Фірлея з Домбровиці і його дружини Катажини Тенчинської. Середній брат Яна і Анджея.
Навчався в Ельблонгу та, певне, в якомусь іноземному університеті.
Був каштеляном віслицьким і равським, старостою кам'янським (уряд отримав у 1586 році за сприяння Яна Саріуша Замойського). У 1588 році обіймав посаду люблінського воєводи.
Відрізнявся ученістю, був відомим оратором. Брав участь у численних посольствах. Прагнув до підняття ремесел у своїх люблінських маєтностях і Любліні, для чого виписував досвідчених майстрів з-за кордону.
Співчуваючи дисидентському рухові і маючи досить багато протестантів серед виписаних їм за кордоном майстрів, заснував у Любартові кальвінський збір (протестантську церкву) і школу. Слава цієї школи швидко поширилася і привертала туди навіть молодих католиків з Краківської академії. Любартув та інші довколишні маєтки Фірлея зробилися незабаром центром протестантизму і культури. Після смерті старшого брата Яна став керівником партії дисидентів.

### Сім'я
Був одружений з Ганною Сєжховскою, мав 4 дочки:
- Анна — дружина ленчицького підморія Валентина Понентовського гербу Лещиць[1] (NN. Понятовського[2])
- Зофія — дружина войського радомського Миколая Богуша
- Катажина — дружина войського крем'янецького Теодора Сенюти
- Гелена — дружина Миколая Казімєрского.[2]